# بيلينا (البوسنة والهرسك)
بيلينا (بالإنجليزية: Bijeljina)‏ هي municipality of Bosnia and Herzegovina تقع في البوسنة والهرسك في Semberija. يقدر عدد سكانها بـ 45,291 نسمة ومساحتها 733,85 كم2 وترتفع عن سطح البحر 90 متر.

## توأمة
لبيه لينا اتفاقيات توأمة مع:
- لانغنهاغن

## أعلام
- ستيفان بوت
- إنيد تاهيروفيتش
- نيفينكا تاديتش
- دينو بيشانوفيتش
- ديان دراكول
- ميرزا بيجيتش